# Cyjanamid
Cyjanamid, H2N−CN lub CN2H2 – organiczny związek chemiczny, amid cyjanu, pochodna cyjanu, (CN)2. Z formalnego punktu widzenia jest to kwas, jednak o tak małej mocy, że jego roztwory wodne wykazują odczyn niemal obojętny.
W temperaturze pokojowej jest to biała, krystaliczna, silnie higroskopijna substancja. Zwykle jest sprzedawany w postaci roztworów wodnych, stabilizowanych kwasem fosforowym.
Cyjanamid jest silnie toksyczny, jego LD50 = 125 mg/kg. Jego pary i roztwory działają silnie drażniąco na oczy i skórę.
Sole cyjanamidu to cyjanamidki (lub cyjanamidy). Największe znaczenie przemysłowe ma cyjanamid wapnia, który bywa określany skróconą nazwą "cyjanamid".